# Mausolée Tchachma i Ayyub
Le mausolée Tchachma i Ayyub (ouzbek : Chashmayi Ayyub — lit. Source de Job ; persan : آرامگاه چشمه ایوب) est l'un des bâtiments les plus énigmatiques de Boukhara, en Ouzbékistan.
Situé dans le centre de la ville, au nord-est du parc de la culture et des loisirs (anciennement parc Sergueï Kirov), il fait désormais face au monument construit en l'honneur de Mouhammad al-Boukhari.
Édifice du patrimoine culturel de l'Ouzbékistan il fait partie des monuments justifiant l'inscription du centre historique de Boukhara sur la Liste du patrimoine mondial de l'UNESCO.

## Origine et histoire
Le puits qui se trouve dans l'édifice est traditionnellement vénéré par les musulmans comme par les chrétiens orthodoxes.
Selon, la légende, la source qui l'alimente serait née de la volonté du prophète Job (Ayyub en ouzbek) de sauver la population locale de la sécheresse. Arrivant de la région de Zeravchan, il aurait frappé la terre de son bâton et une source serait aussitôt apparu.
Si une tradition date le mazar du XIIe siècle et plus précisément du règne d'Arslan-khan (ru) souverain qarakhanide, sa construction  se serait déroulée, en plusieurs phases, entre la fin du XIe siècle et le milieu du XIVe siècle.
La seule période de construction attestée s'est déroulée sous Tamerlan, une inscription, à l'intérieur de l'édifice, mentionnant la réalisation de travaux, en 1379-1380  par un certain Amir Khadjadjem.
La partie du bâtiment attenante à l'entrée orientale daterait des XIVe siècle-XVIe siècle.

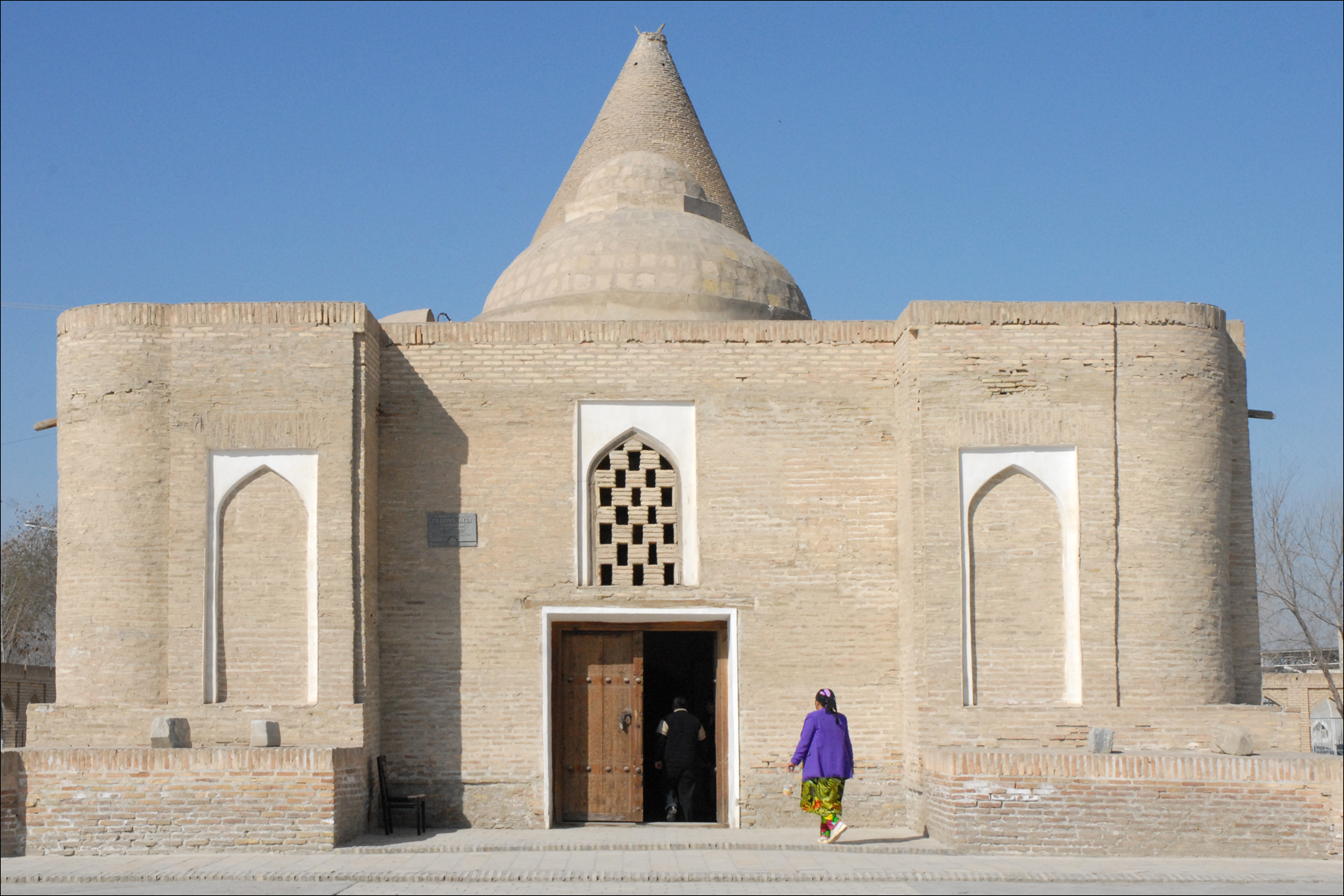
Le mausolée Tchachmaï Ayub (Boukhara, Ouzbékistan)

## Description
S'inscrivant dans un plan globalement rectangulaire, orienté est-ouest, le bâtiment  de briques n'a reçu que peu de décors extérieurs.
Intérieurement, il se présente comme une succession de quatre salles à coupoles datant toutes d'une époque différente.
Il ouvre d'abord sur un vestibule, suivi d'une pièce qui abrite le puits alimenté par la gourkhana, source sacrée, vient ensuite une salle abritant un cénotaphe et enfin une petite mosquée.
Le vestibule est simplement éclairé par une fenêtre en claustra située au dessus de la porte.
La coupole de la pièce de la gourkhana, surmontée d'une lanterne qui participe à l'éclairage, commande au plan en croix de celle-ci. Des pendentifs ouvragés forment transition tandis que des muqarnas, décorent les espaces dégagés sur les côtés, un système dont on ne trouve pas d'autre exemple à l'époque timouride.
Comme les deux précédentes, la salle abritant le cénotaphe est couverte d'une coupole édifiée au XVIe siècle.
La coupole de la mosquée est remplacée par un chatior, conique sur tambour, édifiée à la fin du XIVe siècle. Rappelant les anciennes tentes des peuples nomades du Khorezm, il participe pour beaucoup à l'aspect atypique du bâtiment.

## Usage et affectations
La source est encore un objet de vénération pour les musulmans et pour les chrétiens orthodoxes de l'église de Boukhara. En 2017, le Patriarche Cyrille de Moscou visita les lieux.
Le puits ayant du être couvert, l'habitude prises par les touristes d'y jeter des pièces de monnaie étant peu compatible avec la consommation de l'eau par les fidèles, trois robinets ont été installés.
Après la célébration du nouvel an, dans le parc (et ancien cimetière) entourant le mausolée Tchachma i Ayyub et le mausolée des Samanides) se tient pendant trois jours une espèce de repas funèbre, qui réunit surtout les femmes.
Par ailleurs, depuis 1991, une exposition sur histoire de l'alimentation en eau potable de Boukhara a été installée dans les lieux. Elle présente l'histoire de l'approvisionnement en eau de l'Oasis de Boukhara (ru), les structures des canalisations et le développement des bâtiments du mausolée.